# Eric Radford
Eric Radford (* 27. ledna 1985 Winnipeg, Manitoba, Kanada) je kanadský krasobruslař, sklízející úspěchy se svou bruslařskou partnerkou Meagan Duhamelovou. Je také hudební skladatel.
Narodil se v kanadském Winnipegu v provincii Manitoba, jeho domovským městem je však Balmertown v provincii Ontario. Ve 14 letech se přestěhoval do Kenory, v 15 do Winnipegu a v 16 letech do Montréalu. S bruslením začal v 8 letech, věnoval se však také hudbě, zejména hře na klavír a kompozici. Absolvoval Královskou hudební konzervatoř a dva roky se věnoval hudebnímu studiu na Newyorské univerzitě.
V roce 2002 získal kanadský titul nováčků a v roce 2004 juniorský titul, v té době ještě v soutěži jednotlivců. Později však převážilo párové krasobruslení. V letech 2012–2014 byl kanadským krasobruslařským šampionem. Na Mistrovství světa v roce 2011 se ve dvojici s Duhamelovou umístil na 7. místě, v roce 2012 na 5. místě a z ročníků 2013 a 2014 si odnesl bronzové medaile.
Svůj olympijský debut měl s Duhamelovou na Zimních olympijských hrách v Soči roku 2014. V krátkém programu dvojic skončili druzí s jízdou na hudbu, kterou sám Radford složil na počest svého zesnulého trenéra Paula Wirtze. Celkově skončili na sedmém místě a odnesli si stříbrnou medaili v soutěži týmů.
Počátkem prosince 2014 učinil veřejný coming out, když se v rozhovoru pro Outsports přihlásil ke své homosexuální orientaci. Podle magazínu tak učinil jako vůbec první elitní krasobruslař na vrcholu své soutěžní kariéry.